# 詹姆斯·爱德华兹
詹姆斯·富兰克林·爱德华兹（英語：James Franklin Edwards，1955年11月22日—），美国NBA联盟前职业篮球运动员。他在1977年的NBA选秀中第3轮第2顺位被洛杉矶湖人选中。